# Mesogona inornata
Mesogona inornata là một loài bướm đêm trong họ Noctuidae.